# سسترورتسک
سسترورتسک (به روسی: Сестрорецк) شهرکی در شمال سنت پترزبورگ در ساحل خلیج فنلاند قرار دارد . سستروتسک توسط تزار پتر کبیر در ۱۷۱۴ برای مهماتسازی ساخته شد . امروزه سستروتسک یک شهر توریستی درمانی است سالانه میزبان هزاران بازدیدکننده و گردشگر می‌باشد . 

## جاذبه‌های توریستی
- پارک و پلاژ دوبکوفسکی که یک پلاژ برهنگی در سنت پترزبورگ است
- پلاژ سستروتسکی که یک پلاژ برهنگی در سنت پترزبورگ است
- کلیسای حواریون پولس پیتر و سنت نیکلاس
- باغستان هلندی با سازه‌های هیدرولیک
- زمین بازی پولیانا اسکازوسک
- کلبه تاریخی کوخنو
- باشگاه تفریحی کشورهای اسکاندیناوی
- باشگاه گلف دونتس